# La Hantise
Pour plus de détails, voir Fiche technique et Distribution.
La Hantise est un film muet français réalisé par Louis Feuillade et sorti en 1912.

## Synopsis
Malgré les appréhensions de sa femme, après la visite d'une chiromancienne, Monsieur Jacques Trévoux se rend à New York pour affaire et prend place à bord du Titanic [..]

## Fiche technique
- Titre : La Hantise
- Réalisation : Louis Feuillade
- Scénario : Louis Feuillade
- Photographie : Georges Guérin
- Société de production : Société des Établissements L. Gaumont
- Pays d'origine :  France
- Langue : film muet avec les intertitres en français
- Format : Noir et blanc — 35 mm — 1,33:1 — Muet
- Métrage : 600 m
- Genre : Film dramatique
- Durée : 23 minutes
- Date de sortie : 
  -  France : octobre 1912

## Distribution
- Renée Carl : Mme Trévoux
- René Navarre : Jacques Trévoux
- Miss Édith : Josepha de Delphes, la chiromancienne
- Henri Jullien : le parrain de Mme Trévoux
- Maurice Mathieu : Georges, le fils Trévoux
- Paul Manson